# Ivan Zoubkoff
Ivan Zoubkoff (* 24. August 1977 in La Ciotat) ist ein ehemaliger französischer Handballspieler.
Der 1,92 m große Handballtorwart kam durch seinen Bruder zum Handball, als in dessen Mannschaft ein Torhüter fehlte. In seiner Heimat spielte er für Nizza, Saint-Raphaël Var Handball und Girondins de Bordeaux HBC. 2002 kam er nach Deutschland zum Zweitligisten SG Solingen. Zur Saison 2003/04 bekam er einen Drei-Monats-Vertrag beim Bundesligisten VfL Pfullingen. Nach dessen Ablauf wurde er vom Zweitligisten HBW Balingen-Weilstetten bis zum Saisonende verpflichtet. Die folgenden beiden Spielzeiten stand er im Tor des TV Willstätt, drei weitere beim Bergischen HC. 2009 kehrte er in die erste Liga zurück zur HSG Düsseldorf. Bereits im November 2009 schloss er sich erneut dem HBW an. Zum Saisonende 2010/11 wurde sein Vertrag nicht verlängert.